# Iram (Verschollene Stadt)
Iram (arabisch إرم ذات العماد, DMG Iram ḏāt al-ʿimād ‚Iram mit den Säulen‘), auch Irem oder Irâm, ist eine untergegangene Stadt, die im Koran im Vers 89:6–8 und in orientalischen Überlieferungen erwähnt wird. Die unterschiedliche Schreibweise des Namens liegt daran, dass das hebräische und das arabische Alphabet und auch die Hieroglyphen gewöhnlich keine Vokale anzeigen. Ranulph Fiennes nennt Irem auch das „Atlantis des Sandes“.

## Ostsemitisch
In den Archiven von Ebla wird um 2400 v. Chr. eine Stadt namens Irem erwähnt.

## Ägyptisch
In ägyptischen Quellen wird um 1450 v. Chr. ein Land Irem erwähnt, das zwischen Punt (Goldland) und Ägypten liege. Die Lokalisierung ist umstritten (z. B. in Afrika: am Nil oberhalb des fünften Katarakts, am südlichen Roten Meer (an beiden Ufern) oder in Asien: von Byblos im Libanon aus im Landesinneren). Es wird erst unter Hatschepsut in den Puntberichten erwähnt, nicht während früherer Expeditionen. Die Einwohner leben in Pfahlbauten und produzieren Weihrauch und Myrrhe.

## Arabisch

### Im Koran
Der Koran beschreibt Iram in Sure 89, Vers 6–8 als eine Stadt des Volkes der ʿĀd, die von Allah auf Grund des sündigen Lebenswandels der Einwohner zerstört wurde.

### In Tausendundeiner Nacht
In mehreren Erzählungen in Tausendundeine Nacht wird eine Stadt erwähnt, die mitten in der Wüste liegt.
- Die Säulenstadt: König von Iram war Schaddad / شدّاد. Er war der Sohn von ʿĀd, dem Sohn von Uz, dem Sohn von Aram, dem Sohn von Sem, dem Sohn von Noach. In der Geschichte der 277. bis 279. Nacht wird  die Stadt in Südarabien lokalisiert und zur Zeit des Kalifen Muawiya entdeckt.
- In der Geschichte von der Messingstadt wird eine untergegangene Stadt zur Zeit des Kalifen Omar entdeckt, als eine Karawane auf der Suche nach Flaschengeistern ist. Der letzte König dieser Stadt war Kusch, der Sohn von Schaddad, Sohn von Ad. Die Stadt wird im Maghreb (Nordwestafrika) lokalisiert.[8]

## Persisch
Irem ist ein sagenhafter Paradiesgarten, erwähnt in der Geschichte der chwarezmischen Prinzessin in Nezami: Die sieben Geschichten der sieben Prinzessinnen.

## Moderne Identifizierungen
Iram wurde von muslimischen Gelehrten sowohl mit Damaskus als auch mit Alexandria identifiziert.
Harold Glidden will das nabatäische Dschabal Ram in Jordanien (ca. 30 km östlich von Aqaba), seit 1932 von George Horsfield und Pater Raphael Savignac von der École Biblique in Jerusalem ausgegraben, mit Iram gleichsetzen, und hält es auch für das Aramaua des Ptolemäus. Nicolas Clapp ist der Meinung, dass die Ruinen von Ubar in der Wüste Rub al-Chali von der Küste Omans aus landeinwärts, mit Irem gleichzusetzen sind.

## Moderne Fiktion
- In mehreren Erzählungen des Cthulhu-Zyklus verwendet H. P. Lovecraft die Säulenstadt Iram, z. B. in Stadt ohne Namen und Cthulhus Ruf.
- Friedrich Wilhelm Mader (ca. 1910): Die Messingstadt (Abenteuer um eine geheimnisvolle Stadt in der Sahara, mit deutschen Forschern und ihren Kämpfen in der Wüste), späterer Titel: Das Geheimnis der Sahara.
- Ernst Schnabel (1979): Auf der Höhe der Messingstadt, Zürich [u. a.].
- In Sylvian Hamiltons erstem Buch Der Knochenhändler (2001, englisches Original: 2000) ist ein Magier aus Irem eine wichtige Nebenfigur und Antagonist.
- Im Videospiel Uncharted 3: Drake’s Deception dreht sich die Haupthandlung um die Suche nach der Stadt Iram, die sich im Zentrum der Wüste Rub al-Chali befindet.